# (2626) Belnika
(2626) Belnika – planetoida z grupy pasa głównego asteroid okrążająca Słońce w ciągu 4 lat i 297 dni w średniej odległości 2,85 j.a. Została odkryta 8 sierpnia 1978 roku w Krymskim Obserwatorium Astrofizycznym w Naucznym na Półwyspie Krymskim przez Nikołaja Czernycha. Nazwa planetoidy pochodzi od Nikołaja Aleksejewicza Bielajewa, rosyjskiego astronoma. Przed nadaniem nazwy planetoida nosiła oznaczenie tymczasowe (2626) 1978 PP2.